# Halterofilismo nos Jogos Olímpicos de Verão da Juventude de 2010 - Até 62 kg masculino
A competição da categoria até 62 kg masculino do halterofilismo nos Jogos Olímpicos de Verão da Juventude de 2010 foi disputada no dia 16 de agosto, às 18:00 (UTC+8), no Toa Payoh Sports Hall, em Cingapura. Onze halterofilistas participaram deste evento, limitado a atletas com peso corporal inferior a 62 kg.
Cada competidor realizou os movimentos de arranque e arremesso, com o resultado final sendo a soma do maior peso levantado em cada movimento. O atleta tinha o direito de realizar três tentativas em cada movimento, sendo que as duas piores eram descartadas.

## Medalhistas
| Ouro   | PRK Kim Song-Chol  |
| Prata  | COL José Mena      |
| Bronze | TUR Emre Buyukunlu |

## Resultados
| Pos.              | Atleta                    | Peso corporal (kg) | Arranque (kg) | Arranque (kg) | Arranque (kg) | Arranque (kg) | Arremesso (kg) | Arremesso (kg) | Arremesso (kg) | Arremesso (kg) | Total (kg) |
| Pos.              | Atleta                    | Peso corporal (kg) | 1             | 2             | 3             | Res.          | 1              | 2              | 3              | Res.           | Total (kg) |
| ----------------- | ------------------------- | ------------------ | ------------- | ------------- | ------------- | ------------- | -------------- | -------------- | -------------- | -------------- | ---------- |
| Medalha de ouro   | PRK Kim Song-Chol         | 61,83              | 113           | 117           | 121           | 117           | 137            | 140            | 145            | 140            | 257        |
| Medalha de prata  | COL José Mena             | 61,75              | 107           | 107           | 107           | 107           | 133            | 136            | 140            | 140            | 247        |
| Medalha de bronze | TUR Emre Buyukunlu        | 61,75              | 108           | 111           | 113           | 111           | 130            | 134            | 135            | 135            | 246        |
| 4                 | VIE Thiện Quốc Nguyễn     | 56,21              | 105           | 105           | 109           | 109           | 124            | 130            | 133            | 130            | 239        |
| 5                 | INA Zainudin Zainudin     | 61,05              | 100           | 105           | 107           | 107           | 132            | 132            | 137            | 132            | 239        |
| 6                 | ECU Jorge Pisango         | 60,79              | 95            | 100           | 103           | 103           | 130            | 134            | 135            | 135            | 238        |
| 7                 | UGA Charles Ssekyaaya     | 61,40              | 97            | 101           | 105           | 101           | 132            | 136            | 136            | 136            | 237        |
| 8                 | POL Patryk Slowikowski    | 61,94              | 100           | 103           | 103           | 100           | 123            | 123            | 125            | 123            | 223        |
| 9                 | TKM Baýmyrat Orazdurdyýew | 61,17              | 96            | 101           | 105           | 101           | 121            | 126            | 126            | 121            | 222        |
| 10                | KSA Mohsen Al Duhaylib    | 61,37              | 98            | 104           | 104           | 98            | 121            | 125            | 125            | 121            | 219        |
| 11                | TGA Michael Taufa         | 61,53              | 87            | 92            | 97            | 97            | 113            | 120            | 124            | 120            | 217        |